# Дежевице
Дежевице је насељено место у Босни и Херцеговини у општини Крешево. Административно припада Федерацији Босне и Херцеговине, односно њеном Средњобосанском кантону. Према попису становништва из 2013. у насељу је било 108 становника, а већинску популацију чинили су Хрвати.
На подручју села налазе се укупно 52 средњовековна стећка која се налазе на листи националних споменика Босне и Херцеговине.

## Становништво
По последњем службеном попису становништва из 2013. године у овом насељу живело је 108 становника, а село је било етнички хомогено са већинском хрватском популацијом.
| Националност | 2013. | 1991.        | 1981.        | 1971.        |
| Бошњаци      | —     | 0            | 0            | 1 (0,23%)    |
| Хрвати       | —     | 233 (94,72%) | 313 (96,31%) | 432 (98,86%) |
| Срби         | —     | 0            | 1 (0,31%)    | 3 (0,68%)    |
| Југословени  | —     | 4 (1,62%)    | 0            | 0            |
| остали       | —     | 9 (3,66%)    | 11 (3,38%)   | 1 (0,23%)    |
| Укупно       | 108   | 246          | 325          | 437          |